# Binbōgami
Pour le manga, voir Bimbogami ga!

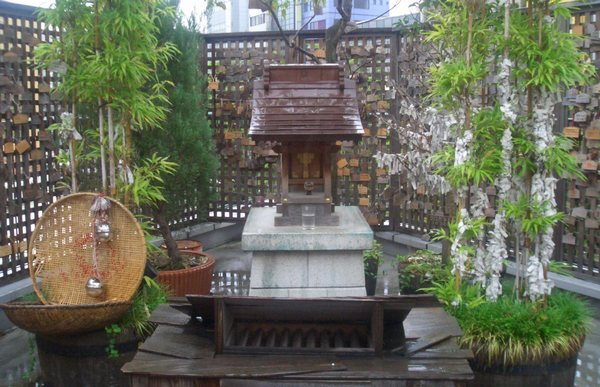
Le sanctuaire Binbōgami (Kōtō, Tokyo).

Binbôgami est un yōkai japonais. C'est la divinité de la pauvreté.